# Milward Kennedy
Pour les articles homonymes, voir Kennedy.
Milward Kennedy, né le 21 juin 1894 en Angleterre et mort le 20 janvier 1968, est un fonctionnaire, journaliste, écrivain et critique littéraire anglais, auteur de roman policier.

## Biographie
Il fait des études au Winchester College et au New College de l'université d'Oxford. Il sert dans le renseignement militaire durant la Première Guerre mondiale, puis travaille pour le Bureau international du Travail et le gouvernement égyptien. Il est critique littéraire pour The Sunday Times et The Guardian. 
En 1928, il publie son premier roman The Bleston Mystery. L'année suivante paraît The Corpse on the Mat, la première enquête de l'inspecteur Cornford qui revient dans Corpse Guard Parade. En 1933, il crée Sir George Bull, un détective privé de Londres qui apparaît dans deux titres : Sir G. Bull, détective privé (Bull's Eye) et Corpse in Cold Storage. 
Kennedy se révèle toutefois plus à l'aise dans les romans sans héros récurrent, notamment avec Meurtre au village (The Murderer of Sleep, 1932), une énigme dans le plus pur style du whodunit britannique des années 1930, et Escape to Quebec (1946), un thriller sur fond de Seconde Guerre mondiale.
Membre du Detection Club, il publie en 1931 L'Amiral flottant, coécrit avec treize autres membres de l’association, dont Anthony Berkeley, G. K. Chesterton, Agatha Christie et Dorothy L. Sayers.

## Œuvre

### Romans

#### SérieInspecteur Cornford
- The Corpse on the Mat (1929), autre titre Man Who Rang the Bell
- Corpse Guard Parade (1929)

#### SérieSir George Bull
- Bull's Eye (1933) Publié en français sous le titre Sir G. Bull, détective privé, traduit par Pierre Guillemot, Éditions du Grenier à sel, collection l'Araignée, 1946
- Corpse in Cold Storage (1934)

#### Autres romans
- The Bleston Mystery (1928) coécrit avec A. G. Macdonell (en)
- Half Mast Murder (1930)
- Death in a Deck-Chair (1930)
- Death to the Rescue (1931)
- The Murderer of Sleep (1932) Publié en français sous le titre Meurtre au village, Nouvelle Revue Critique, L'Empreinte no 181, 1940
- Poison in the Parish (1935)
- Sic Transit Gloria (1936), autre titre Scornful Corpse Publié en français sous le titre Sic Transit Gloria, traduit par E. Houssin, Nouvelle Revue Critique, L'Empreinte no 107, 1936
- I'll be Judge, I'll be Jury (1937)
- Who Was Old Willy? (1940)
- It Began in New York (1943)
- Escape to Quebec (1946)
- The Top Boot (1950)

#### Romans signés Evelyn Elder
- Murder in Black and White (1931)
- Angel in the Case (1932)
- Two's Company (1952)

#### Romans écrits avec des membres du Detection Club
- The Floating Admiral (1931), coécrit avec treize autres membres du Detection Club Publié en français sous le titre L'Amiral flottant, traduit par Violette Delevingne, Paris, Gallimard, coll. « Le Scarabée d'Or » no 1, 1936 ; réédition dans une nouvelle traduction par François Andrieux sous le titre L'Amiral flottant sur la rivière Whyn, Clermont-Ferrand, Éditions Paleo, coll. « De l'autre côté » no 4, 2003  (ISBN 2-84909-026-3)
- Ask a Policeman (1933), coécrit avec d’autres membres du Detection Club

### Nouvelles
- A Moving Tale (1925), signée Evelyn Elder
- Death in the Kitchen (1931)
- Superfluous Murder (1935)
- Lucky Thirteen (1938)
- Alec’s Choice (1938)
- The Lost Policeman (1939)
- The End of a Judge (1940)
- The Fool (1954)
- The Perfect Accident (1954) Publié en français sous le titre Règlement sans frais, Fayard, Le Saint détective magazine no 10, décembre 1955
- You’ve Been Warned (1955)
- The Lost Ambassador (1958)
- The Hero Murderer (1958)

## Filmographie

### À la télévision
- 1959 : Relative Value, épisode 21, saison 4 de la série télévisée américaine Alfred Hitchcock présente, réalisé par Paul Almond, avec les acteurs britanniques Denholm Elliott, Torin Thatcher et Tom Conway

## Sources
- (en) John Reilly (éditeur), Twentieth-century crime and mystery writers, New York, St. Martin's Press, juin 1985, 2e éd., 1094 p. (ISBN 978-0-312-82418-1, OCLC 12142310), p. 526-527.